# Runaway Mountain
Runaway Mountain is een stalen overdekte achtbaan in attractiepark Six Flags Over Texas in Arlington (Texas), Texas.

## Algemene Informatie
De achtbaan is een standaard achtbaan welke door verschillende achtbaan bouwers gebruikt worden. Deze versie is de enige die overdekt is. Runaway Mountain is in 1996 gemaakt, omdat veel mensen klaagden dat als het regende er weinig te doen was. Daarom bouwde Six Flags in 1996 deze overdekte achtbaan.
Huidig:
Aquaman: Power Wave ·
Batman The Ride ·
Joker ·
Judge Roy Scream ·
Mini Mine Train ·
Mr. Freeze ·
New Texas Giant ·
Pandemonium ·
Runaway Mine Train ·
Runaway Mountain ·
Shock Wave ·
Titan  ·
Wile E. Coyote's Grand Canyon Blaster
Verdwenen:
Big Bend · 
Cucaracha ·
Flashback! ·
La Vibora